# 46. ročník udílení Zlatých glóbů
46. ročník udílení Zlatých glóbů se konal 28. ledna 1989 v hotelu Beverly Hilton v Beverly Hills, Los Angeles. Asociace zahraničních novinářů sdružených v Hollywoodu, která Zlatý glóbus uděluje, vyhlásila nominace 4. ledna. Miss Golden Globe byla pro tento rok herečka a modelka Kyle Aletter, dcera herce Franka Alettera a herečky Lee Meriwether. Držitelkou Ceny Cecila B. DeMilla se stala Doris Day.
Nejvíc cen, čtyři, vyhrála komedie Mike Nicholse Podnikavá dívka, která byla nominována na šest Glóbů. Pět nominací měl snímek Čas zastavit se, který zvítězil pouze v kategorii nejlepší scénář. Dramatický film Rain Man si ze čtyř nomonací odnesl dva Zlaté glóby včetně toho za nejlepší film.
V kategorii ženský herecký výkon v dramatické roli byly tři vítězky – Jodie Foster, Shirley MacLaine a Sigourney Weaver. Weaver si odnesla za ten večer ještě jeden Glóbus a to za vedlejší výkon. V historii udílení Zlatých glóbů se stalo pouze čtyřikrát, aby herečka vyhrála dvě ceny.
V televizních kategoriích měl nejvíce nominací kriminální seriál Právo v Los Angeles (angl. L.A. Law) a to sedm. Televizní film War and Rememberance získal ze čtyř nominací tři ceny, včetně nejlepšího televizního filmu.
V kategorii nejlepší herec v seriálu (komedie / muzikál) byli tři vítězové – Michael J. Fox, Judd Hirsch a Richard Mulligan. V průběhu 46. ročníku udílení cen byl nerozhodný výsledek hned v pěti kategoriích.

## Vítězové a nominovaní

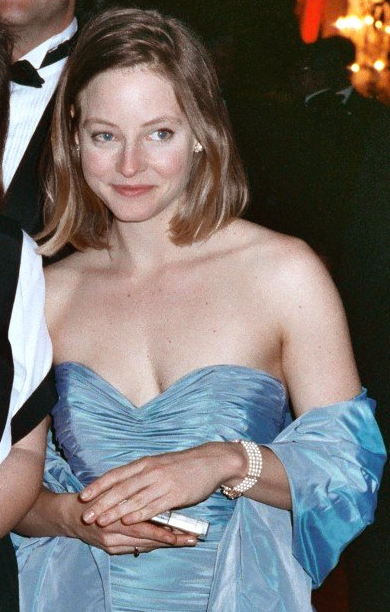
Nejlepší dramatická herečka Jodie Foster

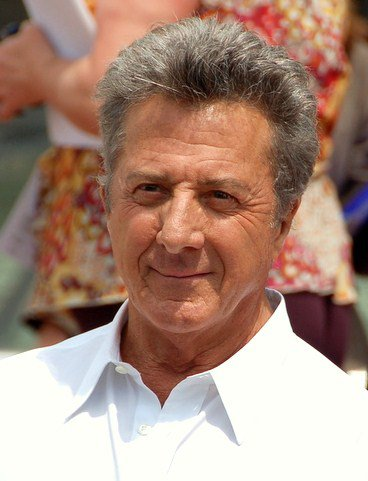
Nejlepší dramatický herec Dustin Hoffman

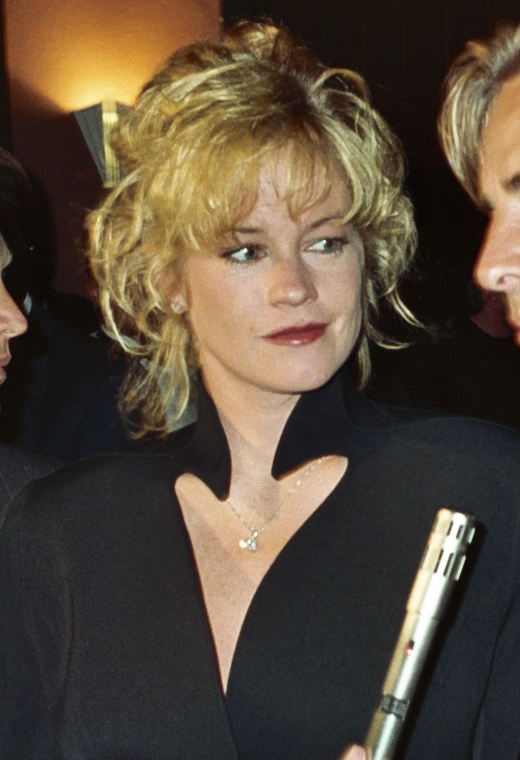
Nejlepší komediální herečka Melanie Griffith

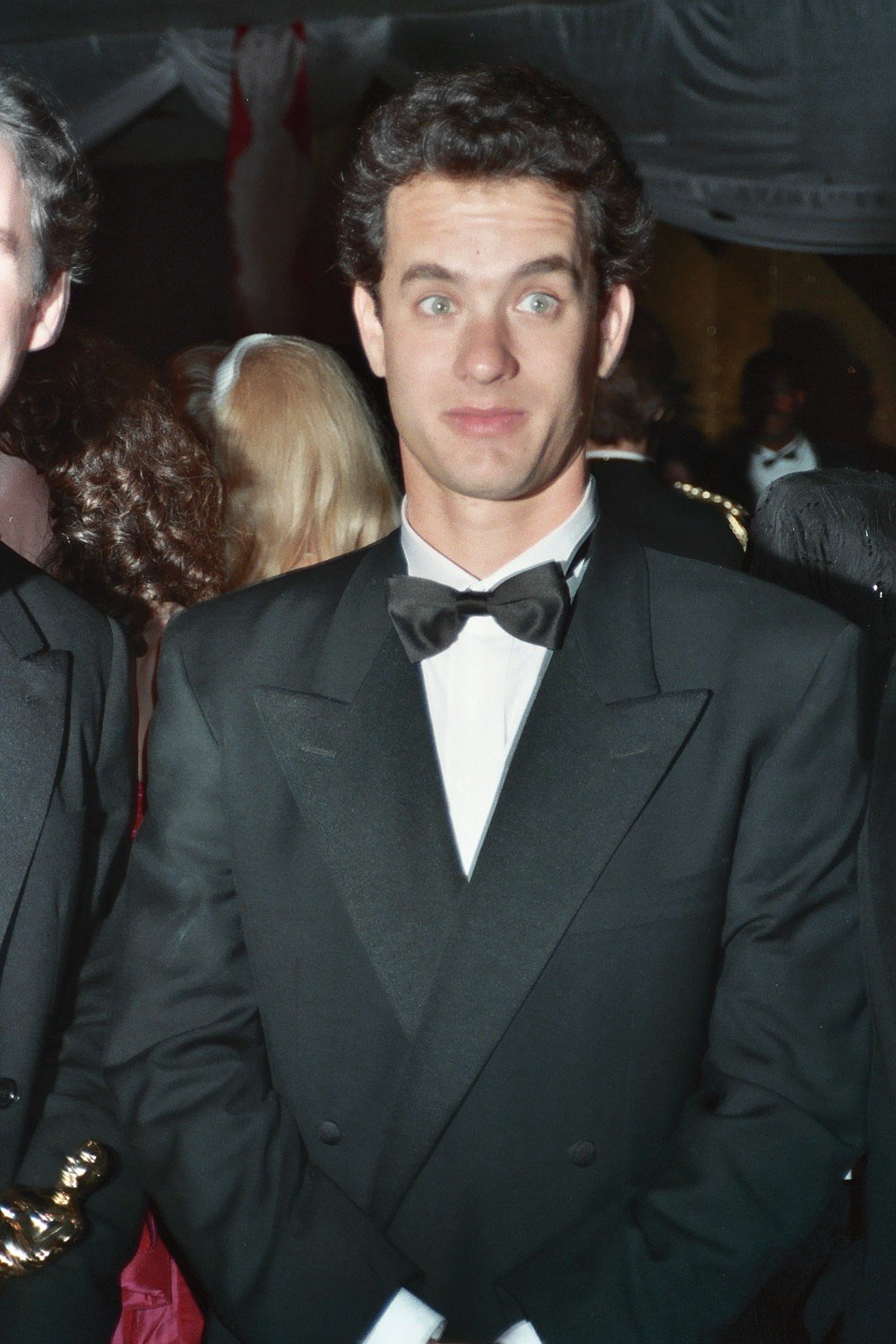
Nejlepší komediální herec Tom Hanks

### Filmové počiny

#### Nejlepší film (drama)
- Rain Man – producent Mark Johnson
- Náhodný turista – producenti Michael Grillo, Lawrence Kasdan, Charles Okun
- Výkřik ve tmě – producent Verity Lambert
- Gorily v mlze – producenti Terence Clegg, Arne Glimcher
- Hořící Mississippi – producenti Robert Colesberry, Frederick Zollo
- Čas zastavit se – producenti Griffin Dunne, Amy Robinson
- Nesnesitelná lehkost bytí – producent Saul Zaentz

#### Nejlepší film (komedie / muzikál)
- Podnikavá dívka – producent Douglas Wick
- Velký – producenti James L. Brooks, Robert Greenhut
- Ryba jménem Wanda – producent Michael Shamberg
- Půlnoční běh – producent Martin Brest
- Falešná hra s králíkem Rogerem – producenti Frank Marshall, Robert Watts

#### Nejlepší režie
- Clint Eastwood – Bird
- Fred Schepisi – Výkřik ve tmě
- Alan Parker – Hořící Mississippi
- Barry Levinson – Rain Man
- Sidney Lumet – Čas zastavit se
- Mike Nichols – Podnikavá dívka

#### Nejlepší herečka (drama)
- Jodie Foster – Znásilnění
- Shirley MacLaine – Madame Sousatzka
- Sigourney Weaver – Gorily v mlze
- Meryl Streep – Výkřik ve tmě
- Christine Lahti – Čas zastavit se

#### Nejlepší herečka (komedie / muzikál)
- Melanie Griffith – Podnikavá dívka
- Susan Sarandon – Durhamští Býci
- Amy Irving – Ženich pro vnučku
- Jamie Lee Curtis – Ryba jménem Wanda
- Michelle Pfeifferová – Manželství s mafií

#### Nejlepší herec (drama)
- Dustin Hoffman – Rain Man
- Forest Whitaker – Bird
- Tom Hulce – Dominick a Eugene
- Gene Hackman – Hořící Mississippi
- Edward James Olmos – Ukaž, co umíš

#### Nejlepší herec (komedie / muzikál)
- Tom Hanks – Velký
- Michael Caine – Špinaví, prohnilí lumpové
- John Cleese – Ryba jménem Wanda
- Robert De Niro – Půlnoční běh
- Bob Hoskins – Falešná hra s králíkem Rogerem

#### Nejlepší herečka ve vedlejší roli
- Sigourney Weaver – Podnikavá dívka
- Diane Venora – Bird
- Barbara Hershey – Poslední pokušení Krista
- Sonia Braga – Moon Over Parador
- Lena Olin – Nesnesitelná lehkost bytí

#### Nejlepší herec ve vedlejší roli
- Martin Landau – Tucker: Člověk a jeho sen
- Neil Patrick Harris – Klářino srdce
- Alec Guinness – Little Dorrit
- Raul Julia – Moon Over Parador
- River Phoenix – Čas zastavit se
- Lou Diamond Phillips – Ukaž, co umíš

#### Nejlepší scénář
- Naomi Foner – Čas zastavit se
- Robert Caswell, Fred Schepisi – Výkřik ve tmě[p 1][10]
- Chris Gerolmo – Hořící Mississippi
- Ronald Bass, Barry Morrow – Rain Man[p 2][10]
- Kevin Wade – Podnikavá dívka

#### Nejlepší hudba
- Maurice Jarre – Gorily v mlze
- John Williams – Náhodný turista
- Peter Gabriel – Poslední pokušení Krista
- Gerald Gouriet – Madame Sousatzka
- Dave Grusin – Válka o fazolové pole

#### Nejlepší filmová píseň
- „Let the River Run“ – Podnikavá dívka, hudba a text Carly Simon
- „Two Hearts“ – Buster, hudba Lamont Dozier, text Phil Collins
- „Kokomo“ – Koktejl, hudba a text Mike Love, Scott MacKenzie, Terry Melcher, John Phillips
- „Twins“ – Dvojčata, hudba a text Lorrin Bates, Skip Scarborough
- „Why Should I Worry“ – Oliver & Přátelé, hudba a text Dan Hartman, Charlie Midnight
- „Woman Loves a Man“ – Durhamští Býci, hudba a text Bernard Hanighen, Gordon Jenkins, Johnny Mercer

#### Nejlepší zahraniční film
- Pelle Dobyvatel – režie Bille August, Dánsko
- Babettina hostina – režie Gabriel Axel, Dánsko
- Hanussen – režie István Szabó, Maďarsko
- Salaam Bombay – režie Mira Nair, Indie
- Ženy na pokraji nervového zhroucení – režie Pedro Almodóvar, Španělsko

### Televizní počiny

#### Nejlepší televizní seriál (drama)
- thirtysomething
- Beauty and the Beast
- Právo v Los Angeles
- To je vražda, napsala
- Wiseguy

#### Nejlepší televizní seriál (komedie / muzikál)
- Báječná léta
- The Golden Girls
- Murphy Brown
- Na zdraví
- Roseanne

#### Nejlepší minisérie nebo televizní film
- War and Rememberance
- Hemingway
- Jack Rozparovač
- Vražda Mary Phaganové
- Desátý muž

#### Nejlepší herečka v seriálu (drama)
- Jill Eikenberry – Právo v Los Angeles
- Susan Dey – Právo v Los Angeles
- Sharon Gless – Cagneyová a Laceyová
- Linda Hamilton – Beauty and the Beast
- Angela Lansburyová – To je vražda, napsala

#### Nejlepší herečka v seriálu (komedie / muzikál)
- Candice Bergen – Murphy Brown
- Beatrice Arthur – The Golden Girls
- Roseanne Barr – Roseanne
- Tracey Ullman – The Tracey Ullman Show
- Betty Whiteová – The Golden Girls

#### Nejlepší herečka v minisérii nebo TV filmu
- Ann Jillian – The Ann Jillian Story
- Vanessa Redgrave – A Man For All Seasons
- Jane Seymour – War and Rememberance
- Jane Seymour – Žena, kterou miloval
- JoBeth Williams – Baby M

#### Nejlepší herec v seriálu (drama)
- Ron Perlman – Beauty and the Beast
- Corbin Bernsen – Právo v Los Angeles
- Harry Hamlin – Právo v Los Angeles
- Carroll O'Connor – In the Heat of the Night
- Ken Wahl – Wiseguy

#### Nejlepší herec v seriálu (komedie / muzikál)
- Michael J. Fox – Rodinná pouta
- Judd Hirsch – Dear John
- Richard Mulligan – Empty Nest
- Ted Danson – Na zdraví
- Tony Danza – Who's the Boss?
- John Goodman – Roseanne

#### Nejlepší herec v minisérii nebo TV filmu
- Michael Caine – Jack Rozparovač
- Stacy Keach – Hemingway
- Richard Chamberlain – Kdo je Bourne?
- Anthony Hopkins – Desátý muž
- Jack Lemmon – Vražda Mary Phaganové

#### Nejlepší herečka ve vedlejší roli (seriál, minisérie, TV film)
- Katherine Helmond – Who's the Boss?
- Jackee Harry – 227
- Swoosie Kurtz – Baja Oklahoma
- Rhea Perlman – Na zdraví
- Susan Ruttan – Právo v Los Angeles

#### Nejlepší herec ve vedlejší roli (seriál, minisérie, TV film)
- Barry Bostwick – War and Rememberance
- John Gielgud – War and Rememberance
- Armand Assante – Jack Rozparovač
- Kirk Cameron – Growing Pains
- Larry Drake – Právo v Los Angeles
- Derek Jacobi – Desátý muž
- Edward James Olmos – Miami Vice

### Zvláštní ocenění

#### Cena Cecila B. DeMilla
- Doris Day